# Gildo Arena
Ermenegildo "Gildo" Arena, född 25 februari 1921 i Neapel, död 8 februari 2005 i Neapel, var en italiensk vattenpolospelare och simmare. Han representerade Italien i OS två gånger som vattenpolospelare, nämligen vid olympiska sommarspelen 1948 i London och fyra år senare i Helsingfors. I OS-turneringen 1948 tog Italien guld och 1952 blev det brons. I London gjorde Arena tretton mål. Arena deltog också i EM-turneringen i Monte Carlo 1947 som Italien vann.
Som frisimmare vann Arena sju italienska mästerskap, medan i vattenpolo vann han fem gånger med Rari Nantes Napoli och det sista vattenpolomästerskapet med Canottieri Napoli 1951. På 1940-talet representerade han även Lazio under en tid.